# Charlemagne Ischir Defontenay
Pour les articles homonymes, voir Defontenay.
Charlemagne Ischir Defontenay, né le 15 février 1819 à Cahaignes et mort le 14 novembre 1856 à aux Thilliers-en-Vexin, est un écrivain et chirurgien français.
Fils d'un couple d'agriculteur, il devient bachelier en lettres en 1839 et en sciences en 1841, il devint médecin à Saint-Germain en Laye puis aux Andelys, et aux Thilliers-en-Vexin. Chirurgien réputé, il est souvent considéré comme un des pionniers de la chirurgie plastique. Il écrivit à ce propos des essais sous le pseudonyme de « Dr Cid ». Il s'intéressa également à la tuberculose.
C'est un étrange livre qui lui vaut d'être connu, Star ou Ψ de Cassiopée (1854), qui observe la faune et la flore d'une autre planète, considéré comme un des ouvrages pionniers de la science-fiction. Il a été redécouvert et admiré au XXe siècle par Raymond Queneau.

## Œuvres
- De la phtisie tuberculeuse envisagée principalement au point de vue de l'hygiène et de la thérapeutique. (1845)
- Essai de calliplastie, études sur les formes du visage et examen de divers moyens propres à les embellir, par le Dr Cid (1846)
- Le trésor de la beauté ou L'art de corriger les difformités du visage, par le Dr Cid (1848) Gallica
- Études dramatiques. I. Barkokébas. II. Le Vieux de la montagne. III. Orphée. IV. Prométhée (1854)
- Star ou Ψ de Cassiopée : histoire merveilleuse de l'un des mondes de l'espace (1854) GoogleLivres